# Matylda Konior-Opiłka
Matylda Konior-Opiłka (ur. 10 października 1934 w Kalnej) – historyk sztuki, konserwator zabytków, zabytkoznawca, wojewódzki konserwator zabytków w Katowicach w latach 1983–1985.

## Życiorys
Urodziła się w Kalnej koło Bielska-Białej. Ukończyła Państwowe Liceum Technik Plastycznych w Bielsku-Białej, w 1959 – Akademię Sztuk Pięknych w Leningradzie. W latach 1959–1961 pracowała jako asystent w Muzeum w Łańcucie, a w latach 1961–1962 w Wydziale Kultury Prezydium Wojewódzkiej Rady Narodowej w Rzeszowie, w biurze wojewódzkiego konserwatora zabytków. W maju 1963 roku została zatrudniona jako zastępca wojewódzkiego konserwatora zabytków w Katowicach. Pełniła tę funkcję aż do 1983. Podlegały jej w całości zadania i kwestie związane z zabytkami ruchomymi. Nadzorowała wówczas prace przy polichromiach we wnętrzach górnośląskich kościołów oraz prace związane z renowacją kościelnych obrazów, tryptyków, rzeźb, ołtarzy i organów. Reprezentowała wojewódzkiego konserwatora zabytków w sprawach związanych z zabudową al. NMP w Częstochowie.
Na przełomie lat 70. i 80. XX wieku duży spór służb konserwatorskich z władzami województwa dotyczył wyburzeń zabytkowych domów jednorodzinnych w katowickiej dzielnicy Giszowiec pod budowę osiedla dla pracowników kopalni węgla kamiennego „Staszic”, który ostatecznie był jedną z przyczyn rezygnacji wojewódzkiego konserwatora zabytków Adama Kudły ze stanowiska. Pełniącą obowiązki konserwatora wojewódzkiego od 15 lipca 1983 została Matylda Konior-Opiłka. Z dniem 1 października 1983 została mianowana wojewódzkim konserwatorem zabytków w Katowicach. Dzięki jej staraniom udało się zatrzymać wyburzenie osiedla huty „Silesia” i osiedla kopalni „Rymer” w Rybniku, a także stale nadzorować sprawę Giszowca. Zablokowała też wyburzenie budynków szybu „Bartosz” na terenie kopalni „Katowice”. Wspierała aktywnie restytucję Muzeum Śląskiego. W czasie pełnienia przez nią funkcji wojewódzkiego konserwatora zabytków dokonano szeregu odkryć archeologicznych.
Funkcję wojewódzkiego konserwatora zabytków w Katowicach sprawowała do 14 czerwca 1985. Zrezygnowała z funkcji z powodu nacisków politycznych, związanych z wyburzeniami obiektów zabytkowych, których chciały władze województwa, a na które konserwator się nie zgadzał. Wśród powodów rezygnacji M. Konior-Opiłka sama wymieniała: „nierespektowanie przez przełożonych funkcji konserwatora zabytków, podejmowanie decyzji wbrew jej stanowisku i pod jej nieobecność przez Wydział Kultury i Sztuki Urzędu Wojewódzkiego oraz uposażenie nieadekwatne do ponoszonej odpowiedzialności”. 
Po 1985 pracowała jako starszy inspektor w Wydziale Kultury i Sztuki Urzędu Wojewódzkiego w Katowicach, a w latach 90. XX wieku w Muzeum Śląskim, zajmując się sprawami wywozu zabytków za granicę. Jako członek oddziału górnośląskiego Stowarzyszenia Historyków Sztuki prowadziła wykłady i odczyty, związane ze sztuką Górnego Śląska i Czech.
W 2017 odznaczona przez Ministra Kultury i Dziedzictwa Narodowego odznaką honorową „Zasłużony dla Kultury Polskiej”.